# 慕尤丁·库提
比亚蒂尔·慕尤丁·库提（1930年7月15日—2019年8月25日），昵称 BMK ，是一名马拉亚利人出身的巴基斯坦记者、公务员、政治家、和平活动家、工会人士和自由派知识分子，为改善印巴关系而工作。库提出生在英属印度马拉巴尔蒂鲁尔奇拉维尔-蓬蒙丹村的一个小地主家庭，库蒂很小就受到共产主义的影响，并在20世纪40年代加入了印度共产党的学生派别。1945年至1949年，他在马德拉斯上了中学，并在那里加入了全印度穆斯林学生联合会。期末考试一结束，他就离开了学院，迫不及待地拿到了证书。19岁时，他离开家人和印度前往巴基斯坦，理由是他对地理的热爱是他搬家的动机。
库提与巴基斯坦许多左翼和中左翼政党有联系，并担任普什图人国家人民民族党党魁巴赫什·比森乔的政治秘书，是该党在俾路支省省的著名领导人。2011年，印度外交部前部长纳特瓦尔·辛格出版了库提的自传《自我流放的六十年：无悔；政治自传》。

## 早年生活
慕尤丁·库提于1930年7月15日出生于英属印度马拉巴尔蒂鲁尔奇拉维尔-蓬蒙丹村（今印度喀拉拉邦）的一个信奉伊斯兰教的马拉亚利人小地主家庭。他是五个兄弟姐妹中的老大。他的父亲是全印度穆斯林联盟的支持者，并在1945年让库提进入了马德拉斯的莫哈末丹伊斯兰学院。 然而，库提形容他在学院的时光并不“舒服”，他在那里呆了四年，只是为了“满足他的父亲”。
1949年6月，在库提的最后一年考试结束后，他给父母发了一封电报，说他要回家，但却没有等着拿到大学证书就去了孟买。两个月后，1949年8月，库提和一位本族朋友购买了从孟买中央火车站到焦特布尔火车站的车票，在印巴边境的铁路中转站穆纳博停留了一晚后，然后通过边境城镇霍赫拉帕尔进入了巴基斯坦。 他们于巴基斯坦独立两周年之际抵达卡拉奇。库提将他对地理的热爱和参观拉合尔文化遗产的渴望描述为他移民到巴基斯坦的原因，这并不像印巴分治后离开印度的数百万其他穆斯林那样具有宗教动机。 那时还没有推出护照，他们像许多穆哈吉尔人一样从穆纳博步行到霍赫拉帕尔。
在卡拉奇，有一名马拉亚利人男子帮助库提找到了一份工作；在那里工作了三个月后，库提离开卡拉奇去了拉合尔，没有告诉任何人他的探险。他没有等待公司的确认，也没有等待随之而来的加薪；他拿到了工资，买了火车票。他一直想访问拉合尔以探索其文化遗产，包括贾汉吉尔陵、努尔·贾汉陵和阿纳卡利陵。他在拉合尔遇到了一位名叫A·K·皮莱的本族印度教教徒，皮莱帮助他在当地一家印度咖啡馆找到了一份助理经理的工作。

## 政治生涯
库提受到喀拉拉邦共产主义运动的影响，在20世纪40年代加入并成为喀拉拉邦学生联合会的活跃成员，进入政治生活。喀拉拉邦学生联合会是印度共产党的一个地方学生分会。他于1946年在马德拉斯莫哈末丹学院学习期间加入了全印度穆斯林联盟学生联合会。
库提与巴基斯坦许多左翼和中左翼的党派有联系。他是巴基斯坦共产党的成员，该组织于1954年被巴基斯坦政府取缔。作为一名马拉亚利人，库提与卡拉奇一家烟厂的比迪烟工人一起工作。并加入了他们的工会。
1950年至1957年，他加入了拉合尔的阿扎德巴基斯坦党，后来又加入了卡拉奇的巴基斯坦人民联盟。他于1957年加入代表俾路支人和普什图人的国家民族人民党，并一直是该党的活跃成员，直到1975年被佐勒菲卡尔·阿里·布托政府取缔。在接下来的四年里，直到1979年，库提一直参与民族民主党的政治；他于1979年加入巴基斯坦民族党，并一直与其保持联系，直到1997年。他于1998年加入巴基斯坦国家工人党，并担任该党中央新闻秘书。在1980年代的十年里，他加入了左翼政治联盟“恢复民主运动”（MRD），这是一个为反对和结束时任巴基斯坦总统齐亚·哈克的军政府而成立的左翼政治联盟。他以MRD联合秘书长的身份任职三年。
库提曾与印度圣雄甘地社会与和平基金会主席、活动家尼尔马拉·德斯潘德共事，当她于2008年去世时，他与他的朋友兼同事卡拉马特·阿里、雪莉·雷曼一起参加了她的葬礼，并按照她的意愿将她的骨灰带回印度河安放。他后来通过指定她为他的自传的贡献者之一，表达了他对德斯潘德修女及其和平活动的钦佩。他致力于改善印巴关系，并与多个促进两国和平的组织有联系。库提是巴基斯坦和平联盟的联合创始人和秘书长，也是巴基斯坦-印度和平与民主人民论坛的成员。他是2014年成立的巴基斯坦世俗协会的活跃成员。他也是巴基斯坦劳工教育和研究所(PILER)的秘书。
在拉合尔期间，库提成为巴基斯坦共产党的一员，并会见了许多左翼政治工作者和领导人，包括俾路支省著名的政治家高斯·巴赫什·贝杰诺。库提在1957年加入了国家民族人民党，并成为贝杰诺的秘书，即使后者在1972至1973年担任俾路支省省长时仍担任这一职位。

## 人物事件
1973年2月，巴基斯坦陆军突袭了伊拉克驻巴基斯坦大使馆，巴基斯坦政府怀疑怀疑伊拉克可能与苏联勾结，为俾路支解放军提供武器。库提因其“不同寻常”的资历而受到巴基斯坦政府的怀疑。他是一名来自喀拉拉邦的共产党人，为俾路支民族人民党党及其领导人和当时的省长工作。随后库提在伊斯兰堡国际机场被捕，罪名是“叛国罪”和“从事间谍活动”。将近一周后，时任巴基斯坦总统佐勒菲卡尔·阿里·布托（几个月后改任巴基斯坦总理）解散了贝杰诺政府，并以怀疑他的政府可能参与武装俾路支分离主义分子为由逮捕了他。在库提因被指控的罪行而被关进监狱并遭受酷刑期间，他的女儿雅斯敏·慕尤丁被大学开除。这些事件的高潮是库提给布托写了一封慷慨激昂的信，表达了他的愤怒。在收到信后，布托总统呼吁将库提带到他家，并询问库提，提到他的马拉亚利人身份和共产主义倾向：“你为什么来巴基斯坦？与比哈里人、上瓦拉人和德里瓦拉人不同，你没有受到喀拉拉邦这个天堂的强迫。那里也没有你讨厌的国王的政治。那么你为什么放弃所有这些，来到这里？”

## 著作
2011年，库提出版了他的自传《自我流放的六十年：无悔；政治自传》，在书中，他讲述了从喀拉拉邦到卡拉奇的旅程以及他决定获得巴基斯坦公民身份的原因。这本书是由前印度外交部长纳特瓦·辛格出版的。库提将这本书献给了他一生中最钦佩的四位女性：他的母亲比莉亚·乌玛、印度和平活动家尼尔马拉·德什潘德、前巴基斯坦总理、政治家贝娜齐尔·布托，以及他的妻子贝尔魁丝·西迪基。

## 个人生活
1951年1月21日，库提在拉合尔举行了婚礼，与来自北方邦的讲乌尔都语的妇女贝尔魁丝·西迪基结婚。有5名马拉亚利人参加。他说自己当时不懂妻子的语言，但“这并不重要”。他们有4个孩子。 他的妻子在2010年去世。2015年，库提患上了中风，迫使他卧床休息五个月，并影响了他的演讲。他在家人和朋友的帮助下前往喀拉拉邦接受治疗，持续了两个多月，帮助他恢复了正常的语言能力。
库提对马拉雅拉姆语有很深的感情。与其他穆斯林学生的普遍做法相反，他选择在学校学习该语作为第二语言，而不是阿拉伯语，并在大学学习马拉雅拉姆文学。他过去经常获得和阅读马来亚拉姆语报纸，只要在巴基斯坦可以买到。他还为报刊《Math Rubhumi》担任记者。

## 去世
在长期患病和瘫痪后，库提于2019年8月25日去世，享年89岁。他被葬在卡拉奇。他的葬礼祈祷文早些时候在阿布·哈尼法清真寺清真寺朗诵。

## 书目
- B. M. Kutty. . Karachi: Pakistan Study Centre, University of Karachi. 2011. ISBN 9789698791247. OCLC 733548534.